# گورکی-باتشکی
گورکی-باتشکی (به لاتین: Górki-Baćki) یک روستا در لهستان است که در گمینا ویننگتسا واقع شده‌است.